# Sony Alpha 3000
Die Sony α3000 (oder Sony Alpha 3000) ist eine spiegellose Systemkamera der α-Reihe von Sony. Das Modell mit der internen Nummer ILCE-3000 wurde am 27. August 2013 angekündigt und war bis 2016 im Handel erhältlich. Die Kamera kostete bei Einführung unter 400 €.
Digitalkamera.de schrieb bei Einführung, bei der Kamera sei die Technik der Sony NEX-Kameras in ein DSLR-Gehäuse „transplantiert“ worden. In Australien, Mexiko, Russland und im Wirtschaftsraum EMEA wurde die α3000 im März 2015 von der Sony α3500, welche identisch ist, jedoch mit einem preiswerteren Kit-Objektiv verkauft wird, abgelöst. Der Verkauf wurde zum 1. Quartal 2016 eingestellt.